# Jacqueline Taïeb
Pour les articles homonymes, voir Taïeb.
Jacqueline Taïeb, née le 9 novembre 1948 à Tunis (Tunisie), est une chanteuse française d'origine juive tunisienne. Elle interprète en 1967 la chanson à succès 7h du matin. Elle écrit pour de nombreux interprètes.

## Biographie
Née à Tunis le 9 novembre 1948,, Jacqueline Taïeb arrive en France à l'âge de 8 ans avec ses parents.
Mais lors de l'été 1965, en vacances en Tunisie, elle croise une responsable des disques Barclay qui est séduite par ses compositions. Grâce à qui elle a la possibilité de sortir son premier disque en janvier 1967, un maxi 45 tours avec lequel elle obtient un bon succès. Un succès notamment dû au titre 7 heures du matin, un titre intemporel,,. Son deuxième disque sort en avril 1967 avec notamment le titre Qu'est-ce qu'on se marre à la fac, appelé aussi La Fac de lettres, qui l'a fait largement connaitre. Plusieurs disques suivent sans obtenir le même succès, et Jacqueline Taïeb disparaît temporairement du paysage discographique français.
Elle écrit ensuite pour d'autres : Yves Montand, Michel Fugain, Jeane Manson, Maurane, Dave, Fabienne Thibeault,,. Elle produit également plusieurs disques sous son propre nom, sans toutefois séduire le grand public. Elle compose à cette époque le titre Ready to Follow you pour Dana Dawson, une jeune chanteuse de New York,.
En 2002, elle sort une compilation de 15 titres intitulée The Complete Masterworks of the French Mademoiselle, et, en décembre 2005, un DVD intitulé 77 minutes de bonheur qui retrace la carrière de Jacqueline Taïeb. Jacqueline Taïeb sort en juin 2005 un album de 12 titres intitulé Jacqueline Taïeb Is Back. En 2010, sa chanson 7 heures du matin est utilisée pour la publicité du parfum Si Lolita de Lolita Lempicka, dans laquelle tourne Charlotte Le Bon. En mai 2011, Jacqueline Taïeb sort un nouveau titre qui s'intitule Dégage song, en hommage à la révolution tunisienne.
En février 2013, elle publie le disque Jacqueline Taïeb Sings Elvis.
En 2014, le groupe danois The Asteroids Galaxy Tour utilise un sample de Le Cœur au bout des doigts pour le titre My club, qui figure sur l'album Bring Us Together. En avril 2016, sa chanson Beate rend hommage au combat de Beate Klarsfeld. Le 18 mai 2019, elle produit et  publie sur YouTube le clip tourné en Tunisie Tu s'ras pas déçu interprété par Ortal.
En 2019, la chanson La plus belle chanson est utilisée dans l'épisode 6 de la série Poupée russe (série télévisée).
Le 8 février 2022 est publié en digital un album de remix produit par Thierry Wolf et intitulé Play It Like Jacqueline , qui sort en vinyle pour le disquaire day 2022.